# Sara Jordà
Sara Jordà i Guanter (Figueres -ca 1895, Barcelona, 11 d'agost de 1938), fou una protectora de persones perseguides durant la guerra civil espanyola per ser contràries al govern republicà.
Pertanyia a una de les famílies més influents de Figueres de començaments del segle xx. Era filla de Tomás Jordà i Genover, que havia estat alcalde de Figueres els anys 1904 i 1905 i estava casada amb Josep Tutau i Estruch, net del ministre d'Hisenda de la Primera República Espanyola, Joan Tutau i Vergés.
Durant la guerra civil va ser membre del Socors Blanc, una organització creada el 1933 amb l'objectiu de proporcionar suport i assistència a partidaris del tradicionalisme i que durant la guerra va actuar de cinquena columna a la zona republicana.
El desenvolupament de la guerra i la progressiva crida de les lleves va fer que el 1938 el nombre de desertors s'hagués elevat molt, i més en les zones frontereres com l'Alt Empordà.
En aquest context, Sara Jordà es va implicar en la lluita clandestina. Es va infiltrar en centres oficials de Girona per obtenir documentació falsa, signatures i segells, que lliurava a persones perseguides per salvar de la mort, i organitzava expedicions per fer travessar les muntanyes, camí de França. Descoberta la xarxa, va ser detinguda i afusellada al Fossat de Santa Helena del castell de Montjuïc amb altres 6 dones i 57 homes. Va ser condemnada a mort pel Tribunal d'Espionatge i Alta Traïció. Mor a l'edat de 43 anys i viuda.
El seu nom figura entre les "caigudes per Espanya" com a membre de la Sección Femenina de la Falange al llibre autobiogràfic de Pilar Primo de Rivera.
L'ajuntament franquista de Figueres li va dedicar el nom de la rambla principal de la ciutat, on tenia la seva residència. Aquesta via portà el seu nom entre el 1939 i el 1979, any d'ençà del qual es torna a dir simplement La Rambla.